# Gonçalo Inácio
Gonçalo Bernardo Inácio (* 25. srpna 2001) je portugalský profesionální fotbalista, který hraje na pozici středního obránce za klub Sporting CP a portugalský národní tým.

## Mládí
Inácio se narodil v Almadě, v distriktu Setúbal a vyrůstal v Seixalu, obci vzdálené 34,2 km. Během svého dětství hrál fotbal, kde se dalo, na ulicích nebo doma, a pravidelně se svým otcem navštěvoval zápasy Sporting CP.
I když neměl žádného konkrétního idola, Inácio se snažil napodobit Jérémyho Mathieua.

## Klubová kariéra
Inácio začal svou kariéru v mateřském klubu Almada AC, než přešel do akademie Sportingu. Předtím absolvoval několik zkoušek u městského rivala Benfiky, ale nakonec se rozhodl k ní nepřipojit, když se dvakrát porouchalo auto jeho otce, když ho vezl na trénink. Dne 13. ledna 2018 podepsal se Sportingem ve věku 16 let svou první profesionální smlouvu.
Inácio byl poprvé povolán do prvního týmu 6. července 2020, přičemž zůstal nevyužitý při bezgólové remíze s Moreirense v Primeira Lize; zprvu měl potíže se socializací, ale díky pomoci trenéra Rúbena Amorima a svých spoluhráčů Nuna Mendese, Eduarda Quaresmy a Tiaga Tomáse, se kterými se skamarádil během svého působení v mládežnických týmech, se mu podařilo uspět. Svoji premiéru si odbyl 4. října v utkání, které skončilo výhrou 2:0 na hřišti Portimonense, kdy nastoupil jako střídající hráč v 62. minutě místo Zouhaira Feddala.
Dne 20. března 2021 Inácio vstřelil svůj první gól, když hlavičkou zakončil akci z blízké vzdálenosti při domácím vítězství 1:0 nad Vitória de Guimarães. Dne 23. ledna přihrál Pedru Porrovi při výhře 1:0 nad Bragou, čímž pomohl svému klubu vyhrát Taça da Liga; jeho výkon v zápase ohromil Amorima, přičemž hráč nakonec předstihl Luíse Neta v týmové hierarchii. Za pozdější šampiony odehrál v domácí lize 20 zápasů.
Inácio byl jmenován obráncem měsíce za prosinec 2021. 29. ledna jeho hlavička ve druhém poločase pomohla jeho týmu otočit zápas a porazit Benfiku 2:1 ve finále ligového poháru. 1. dubna se dohodl na prodloužení smlouvy do roku 2026.
Dne 12. listopadu 2023, v lisabonském derby proti Benfice na Estádio da Luz, byl Inácio vyloučen po obdržení druhé žluté karty na začátku druhé poloviny; Sporting nakonec prohrál 2:1. Dne 14. prosince, v posledním zápase skupiny Evropské ligy UEFA, doma proti Sturm Graz, nastoupil na hřiště v poločase a za deset minut vstřelil dva góly, čímž zajistil vítězství 3:0. Během sezony odehrál 32 zápasů a téměř 2 500 minut, když klub získal svůj 20. ligový titul, a Inácio byl následně zahrnut do Týmu roku.
Inácio absolvoval svůj 200. soutěžní zápas 23. února 2025, při remíze 2:2 na hřišti AVS Futebol SAD. Celkově dal v sezóně šest gólů (tři v lize) a znovu získal ligový titul.

## Reprezentační kariéra
Inácio reprezentoval Portugalsko na úrovních do 17, 18, 19, 20 a 21 let, celkem za ně odehrál 19 zápasů. Dne 26. srpna 2021 byl Fernandem Santosem povolán do seniorské reprezentace na kvalifikační zápasy na Mistrovství světa ve fotbale 2022 proti Ázerbájdžánu a Irsku a na přátelský zápas s Katarem. O čtyři dny později však byl ze sestavy vyřazen po zranění levého stehna.
Dne 12. listopadu 2021 debutoval Inácio v reprezentaci do 21 let, když odehrál celý zápas při vítězství 1:0 nad Kyprem v kvalifikaci na Mistrovství Evropy ve fotbale do 21 let 2023. Své první branky dosáhl v odvetném zápase o čtyři dny později, při výhře 6:0 ve Faru.
V říjnu 2022 byl Inácio zařazen do předběžného seznamu 55 hráčů pro Mistrovství světa ve fotbale 2022 v Kataru. Jeho první vystoupení v národním týmu se uskutečnilo 23. března 2023, když odehrál celý zápas při vítězství 4:0 nad Lichtenštejnskem v kvalifikaci na Mistrovství Evropy ve fotbale 2024, což byl zároveň první zápas pod vedením nového trenéra Roberta Martíneze. Dne 11. září vstřelil svůj první a druhý gól při domácím vítězství 9:0 nad Lucemburskem, což je nejvyšší vítězství Portugalska v mezinárodní historii.
Inácio byl vybrán do týmu pro Mistrovství Evropy ve fotbale 2024. V úvodním zápase týmu proti Česku nahradil Dioga Dalota v 63. minutě při vítězství 2:1 po obratu. Také odehrál celý zápas s Gruzií, který skončil porážkou 2:0, a prohrané čtvrtfinále s Francií.
Dne 20. května 2025 byl Inácio zařazen do Martínezova týmu pro závěrečnou fázi Ligy národů UEFA, která se měla konat v Německu. Dvakrát za vítěze nastoupil, včetně finálového vítězství nad Španělskem po penaltovém rozstřelu.

## Osobní život
Inácio byl fanouškem Sportingu od dětství a jeho bratr Rodrigo se narodil se zdravotním postižením. Inácio se považoval za plachého člověka, který se necítil pohodlně, když měl o sobě něco psát na sociálních sítích; jeho oblíbené koníčky byly hrát pouliční fotbal nebo na PlayStationu sám nebo s přáteli.

## Statistiky

### Klubové
Platí k zápasu hranému 25. května 2025.
| Klub              | Sezóna            | Liga              | Liga   | Liga | Národní pohár | Národní pohár | Ligový pohár | Ligový pohár | Kontinentální | Kontinentální | Ostatní | Ostatní | Celkově | Celkově |
| Klub              | Sezóna            | Soutěž            | Zápasy | Góly | Zápasy        | Góly          | Zápasy       | Góly         | Zápasy        | Góly          | Zápasy  | Góly    | Zápasy  | Góly    |
| ----------------- | ----------------- | ----------------- | ------ | ---- | ------------- | ------------- | ------------ | ------------ | ------------- | ------------- | ------- | ------- | ------- | ------- |
| Sporting CP       | 2020/21           | Primeira Liga     | 20     | 1    | 2             | 1             | 3            | 0            | 0             | 0             | —       | —       | 25      | 2       |
| Sporting CP       | 2021/22           | Primeira Liga     | 28     | 4    | 5             | 0             | 4            | 1            | 7             | 0             | 1       | 0       | 45      | 5       |
| Sporting CP       | 2022/23           | Primeira Liga     | 33     | 1    | 1             | 0             | 6            | 2            | 12            | 1             | —       | —       | 52      | 4       |
| Sporting CP       | 2023/24           | Primeira Liga     | 32     | 1    | 5             | 0             | 3            | 0            | 9             | 3             | —       | —       | 49      | 4       |
| Sporting CP       | 2024/25           | Primeira Liga     | 28     | 3    | 5             | 1             | 1            | 0            | 7             | 1             | 1       | 1       | 42      | 6       |
| Celkově v kariéře | Celkově v kariéře | Celkově v kariéře | 141    | 10   | 18            | 2             | 17           | 3            | 35            | 5             | 2       | 1       | 213     | 21      |

### Reprezentační
Platí k zápasu hranému 8. června 2025.
| National team | Year    | Zápasy | Góly |
| ------------- | ------- | ------ | ---- |
| Portugal      | 2023    | 5      | 2    |
| Portugal      | 2024    | 7      | 0    |
| Portugal      | 2025    | 4      | 0    |
| Celkově       | Celkově | 16     | 2    |

#### Reprezentační góly
Skóre a výsledky Portugalska jsou vždy zapsány jako první. Góly Gonçala Inácia jsou zvýrazněny.
| Gól | Datum         | Místo                                    | Soupeř      | Skóre | Výsledek | Soutěž                                            |
| --- | ------------- | ---------------------------------------- | ----------- | ----- | -------- | ------------------------------------------------- |
| 1.  | 11. září 2023 | Estádio Algarve, Faro/Loulé, Portugalsko | Lucembursko | 1:0   | 9:0      | Kvalifikace na Mistrovství Evropy ve fotbale 2024 |
| 2.  | 11. září 2023 | Estádio Algarve, Faro/Loulé, Portugalsko | Lucembursko | 4:0   | 9:0      | Kvalifikace na Mistrovství Evropy ve fotbale 2024 |

## Honours
Sporting CP
- Primeira Liga: 2020/21, 2023/24, 2024/25
- Taça de Portugal: 2024/25
- Taça da Liga: 2020/21, 2021/22
- Supertaça Cândido de Oliveira: 2021

Portugalsko
- Liga národů UEFA: 2024/25

Individuální
- Tým roku Primeira Ligy: 2023/24, 2024/25
- Mladý hráč měsíce Primeira Ligy: listopad 2021